# Chioggia
Chioggia er en by i regionen Veneto i Italien, med omkring 47.559(2023) indbyggere.
Den ligger i sydspidsen af den venezianske lagune.
Byen ligger som en Ø med kanaler, som en slags mini-Venedig.